# Џоун Колинс
Дама Џоун Хенријета Колинс (енгл. Dame Joan Henrietta Collins; Лондон, 23. мај 1933) je британска глумица и књижевница.

## Биографија
Џоун Колинс је британска глумица, књижевница и колумниста. Одрастала током Другог светског рата. После дебитовања у позоришној представи „Кућа лутака“ у деветој години, обучавала се за посао глумице на Краљевској академији драмских уметности у Лондону. Након 18 месеци проведених у драмској школи потписала је ексклузивни уговор са организацијом Ранк (енгл. Rank Organisation) и појавила се у разним британским филмовима.
У 22-ој години Колинсова је отишла у Холивуд где је добила улоге у неколико популарних филмова „Девојка у црвеној сомотној љуљашци“ (1955) и „Рели дечака око заставе“ (1958). Наставила је да снима филмове у САД-у и Британији током 60-их година, а током 70-их је играла у неколико хорор филмова. Крајем те деценије тумачила је главне улоге у два филма који су снимљени по најпродаванијим романима њене млађе сестре Џеки - „Пастув“ (1978) и наставку „Кучка“ (1979). Вратила се позоришту 1980. играјући насловну улогу у британској верзији обновљене представе „Последње од госпође Чејни“, а 1990. је одиграла главну улогу у такође обновљеној верзији представе Ноела Кауарда „Приватни животи“.
Године 1981. Колинсова је добила улогу Алексис Карингтон Колби, по којој је најпознатија, у дуготрајној ТВ сапуници „Династија“. За ову улогу, коју је тумачила све до 1989, освојила је награду Златни глобус за најбољу глумицу у ТВ драмској серији (1983), а била је и номинована за награду Еми. После завршетка серије, Колинсова је кренула стопама своје сестре и објавила је свој први роман „Ударно време“ (1988), који је постао најпродаванији упркос лошим критикама. Од тада је објавила неколико романа, мемоара и аутобиографија, а 1996. је победила у судском спору са својом издавачком кућом „Рандом хаус“ (енгл. Random House).
Британска краљица Елизабета II је 1997. наградила Џоун Колинс Редом Британског царства за њен допринос уметности, a 2015. и титулом даме због доприноса добротворном раду. Гламурозна у свом приватном животу и својим улогама, Колинсова наставља да глуми у позоришту, филму и телевизији у каријери која траје више од 60 година.

## Приватни живот
Колинсова се удавала пет пута, прво за ирског глумца Максвела Рида 1952. са којим је била у браку четири године. Затим се 1963. удала за награђиваног певача, глумца и филмског композитора Ентонија Њулија. Са њим је добила двоје деце, кћерку Тару (1963) и сина Александра (1965). Развели су се 1970. Колинсова се 1972. удала трећи пут за Роналда Каса, председника издавачке куће „Епл рекордс“ (енгл. Appple Records). Исте године добила је треће и последње дете, кћерку Катјану. Брак је окончан разводом 1983. На врхунцу популарности серије „Династија“ 1985. удала се за шведског певача Питера Холма у Лас Вегасу. Развели су се после непуне две године. Године 2002. се удала за 32 године млађег позоришног менаџера Персија Гибсона са којим је и данас у браку. Има троје унучади.
Поседује куће у Лондону, Лос Анђелесу, Њујорку и Сен Тропеу.

## Улоге

### Издвојене филмске улоге
| Улоге Џоун Колинс |              |               |       |          |
| Година            | Српски назив | Изворни назив | Улога | Напомена |
| 1951.             |              |               |       |          |
| 1952.             |              |               |       |          |
| 1953.             |              |               |       |          |
| 1953.             |              |               |       |          |
| 1955.             |              |               |       |          |
| 1955.             |              |               |       |          |
| 1955.             |              |               |       |          |
| 1956.             |              |               |       |          |
| 1957.             |              |               |       |          |
| 1957.             |              |               |       |          |
| 1957.             |              |               |       |          |
| 1958.             |              |               |       |          |
| 1958.             |              |               |       |          |
| 1960.             |              |               |       |          |
| 1960.             |              |               |       |          |
| 1962.             |              |               |       |          |
| 1971.             | Освета       |               |       |          |
| 1971.             |              |               |       |          |
| 1972.             |              |               |       |          |
| 1977.             |              |               |       |          |
| 1978.             |              |               |       |          |
| 1978.             |              |               |       |          |
| 1979.             |              |               |       |          |
| 1979.             |              |               |       |          |
| 1994.             |              |               |       |          |
| 1995.             |              |               |       |          |
| 2000.             |              |               |       |          |
| 2004.             |              |               |       |          |
| 2010.             |              |               |       |          |
| 2013.             |              |               |       |          |
| 2016.             |              |               |       |          |

### Телевизијске улоге
| Улоге Џоун Колинс |                            |               |                   |          |
| Година            | Српски назив               | Изворни назив | Улога             | Напомена |
| 1967.             | Бетмен                     |               |                   |          |
| 1967.             | Звездане стазе             |               |                   |          |
| 1969.             | Немогућа мисија            |               |                   |          |
| 1972.             |                            |               |                   |          |
| 1976.             |                            |               |                   |          |
| 1977.             |                            |               |                   |          |
| 1980.             |                            |               |                   |          |
| 1981-1989.        | Династија                  |               | Алексис Карингтон |          |
| 1982.             |                            |               |                   |          |
| 1983.             |                            |               |                   |          |
| 1983.             |                            |               |                   |          |
| 1983.             |                            |               |                   |          |
| 1984.             |                            |               |                   |          |
| 1985.             | Грех                       |               |                   |          |
| 1986.             |                            |               |                   |          |
| 1991.             |                            |               |                   |          |
| 1991.             | Династија: Поново на окупу |               | Алексис Карингтон |          |
| 1993.             |                            |               |                   |          |
| 1996.             |                            |               |                   |          |
| 1997.             |                            |               |                   |          |
| 2000.             | Вил и Грејс                |               |                   |          |
| 2001.             |                            |               |                   |          |
| 2002.             |                            |               |                   |          |
| 2005.             |                            |               |                   |          |
| 2006.             |                            |               |                   |          |
| 2006.             |                            |               |                   |          |
| 2009.             |                            |               |                   |          |
| 2012.             |                            |               |                   |          |
| 2013.             | Бенидорм                   |               |                   |          |
| 2015.             |                            |               |                   |          |